# Arby-Hagby församling
Arby-Hagby församling är en församling i Södermöre pastorat i Kalmar-Ölands kontrakt i Växjö stift i Svenska kyrkan. Församlingen ligger i Kalmar kommun i Småland (Kalmar län).

## Administrativ historik
Församlingen bildades 2010 genom sammanslagning av Arby församling och Hagby församling och ingår sedan dess i Södermöre pastorat.

## Kyrkor
- Arby kyrka
- Hagby kyrka